# Армешень (Бунешть-Аверешть, Васлуй)
Армешень, Армешені (рум. Armășeni) — село у повіті Васлуй в Румунії. Входить до складу комуни Бунешть-Аверешть.
Село розташоване на відстані 301 км на північний схід від Бухареста, 26 км на північний схід від Васлуя, 48 км на південний схід від Ясс.

## Населення
За даними перепису населення 2002 року у селі проживала 221 особа, усі — румуни. Усі жителі села рідною мовою назвали румунську.